# Weller Four Seat Tourer
Der Weller Four Seat Tourer (auch Weller 10hp Touring Car bzw. Weller 20hp Touring Car oder einfach Weller Car, Link zum Bild:) war ein offener viersitziger Tourenwagen der Oberklasse, der Anfang 1903 auf der British International Motor Show vorgestellt wurde.
Gebaut wurde das Fahrzeug von der Firma Weller Brothers Ltd. mit Sitz im englischen West Norwood, heute einem südlichen Stadtteil von London; entwickelt wurde es von dem Automobil- und Motorrad-Pionier John Weller mit finanzieller Unterstützung des Geschäftsmannes John Portwine, beide Teilhaber dieser Firma (anfänglich gemeinsam mit drei weiteren Weller-Brüdern). Das Fahrzeug verfügte über einen selbst entworfenen und selbst gebauten Viertakt-Reihenmotor mit wahlweise zwei oder vier Zylindern. Es gilt heute, auch wenn es noch unter dem Namen Weller vorgestellt wurde und ein Einzelstück blieb, als Ausgangspunkt der englischen Automobilmarke AC Cars mit ihrer inzwischen mehr als einhundertjährigen Geschichte.

## Einführung
Der Weller Four Seat Tourer war das erste vollständig selbst geplante Automobil, das der Ingenieur John Weller und der Mäzen John Portwine in ihrer Firma bauten. Die hierbei gewonnenen Erfahrungen flossen ab 1904 in verschiedene Serienfahrzeuge ein, aus denen die Automarke AC Cars hervorging; diese war von 1911 bis 1984 in Thames Ditton in Surrey ansässig, feierte ihre größten Erfolge mit der legendären AC Cobra in den 1960er-Jahren gemeinsam mit Carroll Shelby und Ford und besteht – wenn auch mit mehreren Eigentümerwechseln in den 1980er- und 1990er-Jahren – bis heute fort.
Der aufwändige, sportliche Tourenwagen blieb letztlich, da zusätzliche Geldgeber für eine Serienproduktion fehlten, ein Einzelstück.
Die Bezeichnung Weller 10hp Touring Car bzw. Weller 20hp Touring Car verweist mit „10hp“ bzw. „20hp“ auf die Motorleistung in der Einheit horsepower (Pferdestärke). Da geeignete Leistungsprüfstände noch fehlten, beruhen die Angaben vermutlich auf frühen abstrakten Leistungsformeln.

## Entstehungsgeschichte

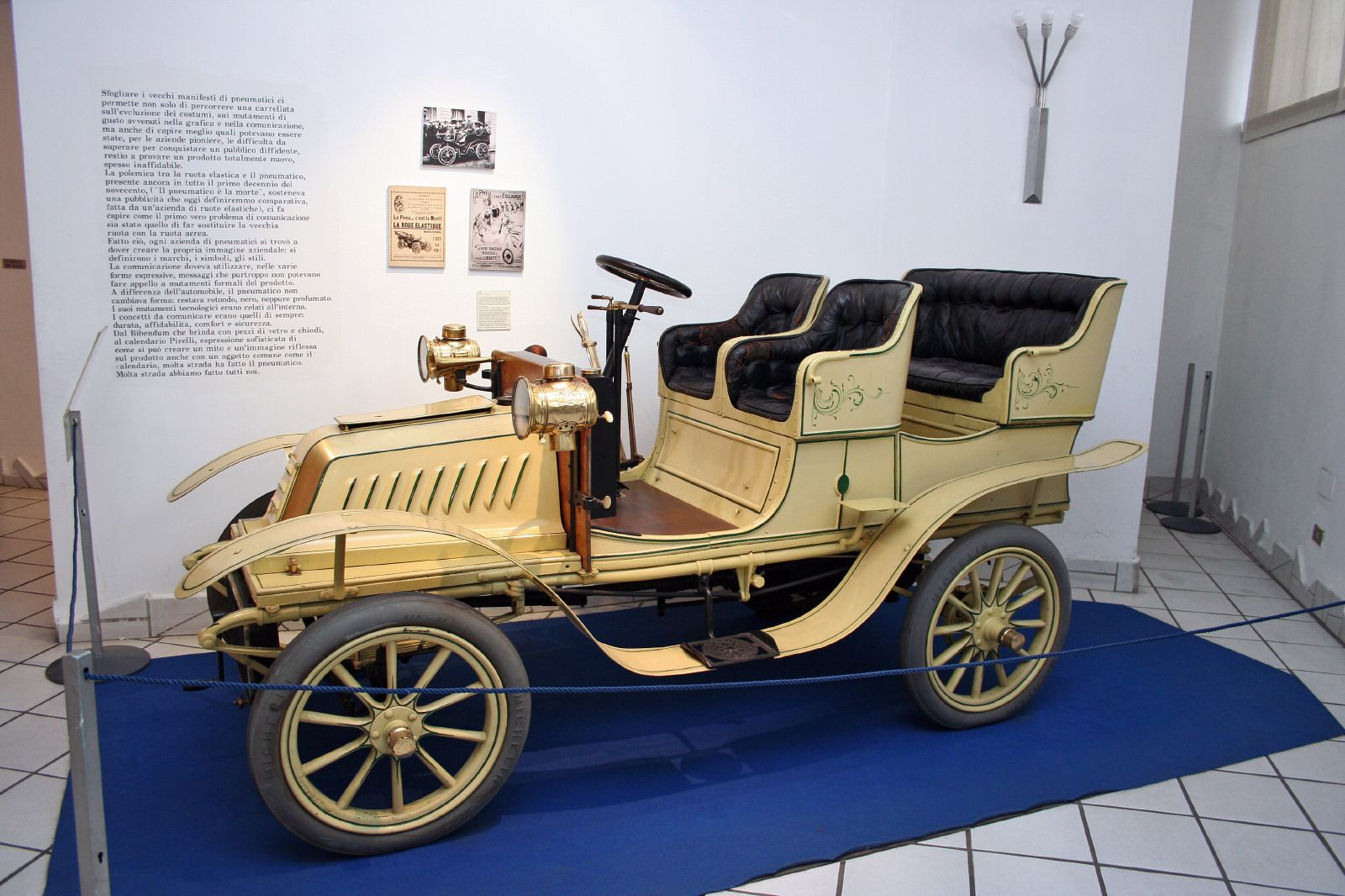
Zeitgenössischer, dem Weller Tourer in Stil und Konzept ähnlicher, jedoch kleinerer De Dion-Bouton 8CV aus dem Jahr 1903

Erste Vorarbeiten für den Four Seat Tourer begannen im April 1901. John Weller brachte seine Erfahrungen ein, die er bis dahin als Kraftfahrzeugmechaniker und Motorentechniker gesammelt hatte, insbesondere in der Werkstatt, die er seit 1899 zunächst allein mit seinem Bruder Harry in West Norwood betrieb. Dort kümmerten sie sich vor allem um die Wartung und Reparatur von Motorrädern, motorisierten Dreirädern und Automobilen, sowohl dampfbetriebenen als auch benzingetriebenen, vor allem um Fahrzeuge von De Dion-Bouton und solche mit Einbaumotoren dieser Marke.
Weller hatte konkrete Vorstellungen, wie er die damals übliche Fahrzeugtechnik verbessern könnte, und wollte seine innovativen Ideen in einem Modell der Oberklasse umsetzen, die damals – auch in England – vor allem von französischen Marken wie De Dion-Bouton, Peugeot und Renault oder der deutschen Daimler-Motoren-Gesellschaft mit ihrer Automarke Mercedes dominiert wurde. Englische Konkurrenz existierte kaum, insbesondere entstand der Automobilhersteller Rolls-Royce erst 1904.
Der Weller Four Seat Tourer orientierte sich konzeptionell und hinsichtlich des Stils an zeitgenössischen, jedoch kleineren De Dion-Bouton-Modellen, so dem 1902 erschienenen Einzylinder 8CV Type K und dem 1903 erschienenen 1,7-l-Zweizylinder 12CV Type S (ein Vierzylinder folgte bei De Dion-Bouton erst 1904 mit dem 2,5-l-Modell 15CV Type AD und dem nochmals stärkeren 24CV Type AI). Der Bau des Fahrzeugs ging nur langsam voran, da Weller die meisten Einzelteile selbst entwerfen und in seiner Werkstatt einzeln anfertigen musste. Ferner konnte Weller nur die Zeit nutzen, die ihm neben den regulären, vorrangigen Werkstattaufträgen der Kunden verblieb. Auch mussten die Gelder für den Bau des Tourenwagens gesichert sein, so aus dem laufenden Betrieb der Werkstatt und finanziellen Nachschüssen seines Kompagnons Portwine, der hauptberuflich eine eigene Metzgerei-Kette mit Filialen in London und Umgebung betrieb.
Die Weller Brothers Ltd. präsentierte das Fahrzeug schließlich auf der British Motor Show im Januar und Februar 1903, die im Crystal Palace im Stadtteil Sydenham im Süden Londons nur wenige Kilometer von der Weller-Werkstatt in West Norwood entfernt abgehalten wurde. Ausgestellt wurde das noch nicht fahrbereite Fahrzeug mit dem selbst entworfenen und selbst gebauten 20hp-Vierzylindermotor sowie dem kleineren 10hp-Zweizylindertriebwerk. Den beiden Inhabern und Geschäftsführern Weller und Portwine ging es darum, das Interesse von Presse und Publikum für eine eventuelle Serienfertigung auszuloten sowie gegebenenfalls weitere Geldgeber und Vertriebspartner zu finden.
Das Fahrzeug wurde als fortschrittlich und gut durchdacht gelobt, allerdings blieben – zumal Probefahrten noch nicht möglich waren – ernsthafte Kaufinteressenten oder weitere Geldgeber aus. Der Erfolg seiner Metzgerei-Kette ermöglichte es Portwine, John Weller zumindest die Geldmittel zur Fertigstellung des Four Seat Tourers zur Verfügung zu stellen. Das vollendete Fahrzeug wurde schließlich in der 20hp-Vierzylinderversion in der Ausgabe der Zeitschrift The Autocar vom 6. Juni 1903 vorgestellt und überschwänglich mit dem Tenor gelobt:

“We foresee a brilliant future for the Weller car and its talented designer.”

„Wir sehen eine glänzende Zukunft für den Weller-Wagen und seinen begabten Konstrukteur voraus.“

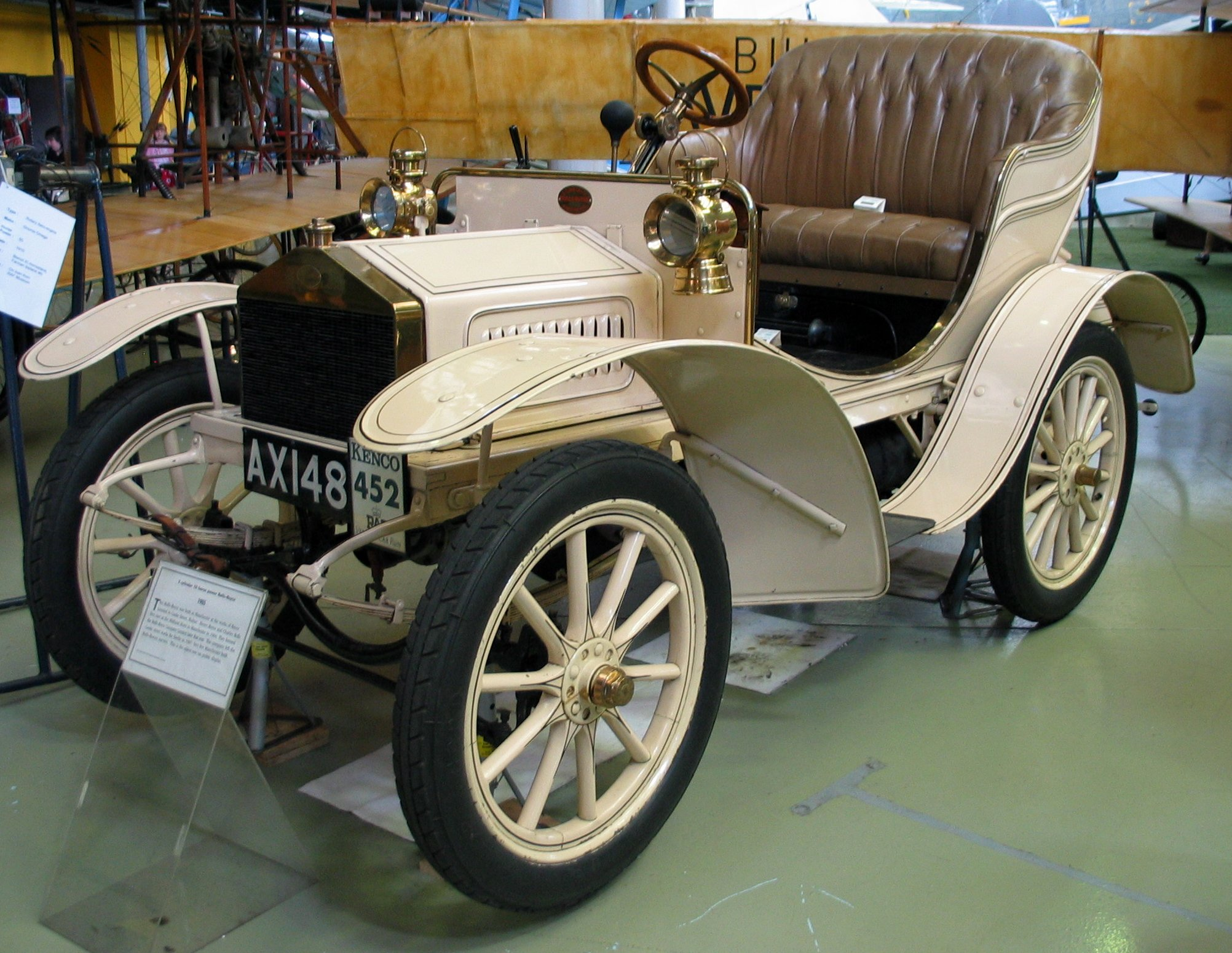
Royce 10 bzw. Rolls-Royce 10 hp – das Modell, dem der Geschäftsmann Charles Rolls 1904 anstelle des Weller Four Seat Tourers zur Serienproduktion verhalf

Hierdurch bestärkt intensivierte Weller 1903 die Suche nach weiteren Geldgebern für die angestrebte Serienproduktion des Tourenwagens. Damit hätte er beinahe die Entstehung der legendären Automobilmarke Rolls-Royce verhindert: 1903/1904 traf er unter anderem mit Charles Rolls zusammen, um sich dessen finanzielle Unterstützung und Vertriebskontakte zu sichern. Rolls war von Wellers innovativem, sportlichen Four Seat Tourer beeindruckt, hatte aber auch Bedenken hinsichtlich der Serienreife einzelner Detaillösungen; Rolls traf sich deshalb noch mit dem Konstrukteur eines anderen Oberklasse-Fahrzeugs: Am 4. Mai 1904 kam es zu dem – aus heutiger Sicht historischen – Treffen zwischen Rolls und dem konservativeren Automobil-Pionier Henry Royce im Midland-Hotel in Manchester mit anschließender Probefahrt im neuen Royce 10; Rolls und Royce besiegelten daraufhin zunächst per Handschlag, dann am 23. Dezember 1904 mit schriftlichem Vertrag ihre weitere Zusammenarbeit.
Die weitere Suche Wellers und Portwines nach zusätzlichen Geldgebern für eine Serienfertigung verlief erfolglos. Der Four Seat Tourer erwies sich zwar als technisch gut durchdacht, jedoch zu teuer für eine Serienfertigung. Portwine überzeugte Weller daher, ein kleineres, technisch einfacheres und damit kostengünstiger herzustellendes Fahrzeug für gewerbliche Zwecke zu entwerfen, für das er bessere Vermarktungschancen sah. So entstand 1904 für die ebenfalls Portwine und Weller gehörende Firma Autocars and Accessories Ltd. (A. and A.) im Londoner Stadtteil Long Acre der Dreirad-Kleintransporter Auto-Carrier, der sich in der Folgezeit zu einem großen Verkaufserfolg entwickelte und den Weg für die Automarke AC Cars ebnete.

## Einzelheiten zum Fahrzeugmodell

### Chassis und Fahrwerk
Mit einem Leiterrahmen sowie Starrachsen und Blattfedern vorne wie hinten entsprach der Weller Four Seat Tourer dem damals üblichen Baumuster. Für damalige Verhältnisse war der Radstand ungewöhnlich lang; auch lag das Chassis auffallend tief, woraus ein vergleichsweise niedriger Schwerpunkt resultierte.
Besonderheit war ein Hilfsrahmen, der den Motor samt Auspuff und Kühler sowie das Getriebe (mit Endantrieb per Kette) aufnahm. Wellers Ziel war die Entkoppelung des Fahrgestells (mit seinen während der Fahrt entstehenden Verwindungskräften) und des Antriebsstrangs (mit seinen zeittypisch noch starken Motorvibrationen): Durch Ableitung der Verwindungskräfte in den Hilfsrahmen sollte der Antriebsstrang entlastet und der Materialermüdung vorgebeugt werden; umgekehrt sollte der Hilfsrahmen einen Teil der Motorvibrationen aufnehmen, um Chassis, Fahrwerk und Karosserie zu entlasten und den Komfort für die Passagiere zu erhöhen.
Mit seiner Idee nahm Weller Grundprinzipien des Gitterrahmens bzw. des Raumfachwerks vorweg, wie sie sich erst später im Automobilbau durchsetzten. Tatsächlich sprachen damals allein der höhere Fertigungsaufwand und das zusätzliche Gewicht gegen seine Lösung, was in Anbetracht des allgemein hohen Herstellungsaufwands und der kräftigen Motorisierung in der Praxis unbedeutend war. Das Prinzip des Gitterrahmens fand sich an späteren Weller-Konstruktionen wieder, so ab 1904 beim kleinen Lasten-Dreirad Auto-Carrier sowie ab 1907 bei dem hiervon abgeleiteten zwei- bzw. dreisitzigen Cyclecar AC Sociable.
Nach einer Quelle soll das Fahrgestell bereits aus Leichtmetall gefertigt gewesen sein.
Die Lenkung des Four Seat Tourers erfolgte über ein – noch relativ steil stehendes – Lenkrad, während Weller beim späteren Auto-Carrier und AC Sociable zu einer einfachen Hebelmechanik zurückkehrte. Besondere Aufmerksamkeit widmete Weller der Lenkmechanik des Four Seat Tourers und ihrer -geometrie: Er verwendete die Achsschenkellenkung, wie sie unabhängig 1816 von Georg Lankensperger, 1875 von Amédée Bollée und 1891 von Carl Benz entwickelt worden war, konnte durch Veränderungen jedoch die mechanische Belastung der Lenkzapfen bei der Kurvenfahrt weiter verringern.
Für den großen Tourenwagen verwendete Weller Ballonreifen auf herkömmlichen Holzspeichenrädern (sogenannte „Artillery Wheels“) mit 12 Speichen vorne und – wegen der höheren Gewichtslast auf der Hinterachse – 14 Speichen hinten.

### Motor und Getriebe
Der Antrieb des Weller Four Seat Tourers folgte grundsätzlich dem damals für Oberklasse-Fahrzeuge üblichen Baumuster. Beim Triebwerk handelte es sich um einen fortschrittlichen wassergekühlten Viertakt-Ottomotor mit wahlweise zwei oder vier Zylindern in Reihenanordnung, eingebaut als Frontmotor hinter der Vorderachse mit Antrieb auf die Hinterräder. Der Motor besaß zeittypisch eine untenliegende Nockenwelle mit seitlich stehenden Ein- und Auslassventilen (SV-Ventilsteuerung); die Ventile wurden mechanisch, also in Form einer Zwangssteuerung betätigt. Durch die SV-Ventilsteuerung ergab sich – trotz relativ großem Hubraum – eine vergleichsweise niedrige Bauhöhe des Motors mit sehr einfacher Gestaltung der Zylinderköpfe.
Besonderheit des 10hp-Zweizylinders und des 20hp-Vierzylinders war deren modulare Bauweise mit einzeln stehenden Zylindern; Weller folgte damit bereits früh einer Gleichteilestrategie: Für beide Motorvarianten waren möglichst viele Teile wie Pleuel, Kolben, Zylinder, Zylinderköpfe, Ventile usw. identisch, lediglich das Kurbelwellengehäuse sowie Kurbelwelle und Nockenwelle unterschieden sich bei beiden Versionen durch ihre unterschiedliche Baulänge. Eine Dreizylinderversion, wie sie damals bei Kunden von Konkurrenzmodellen beliebt war, war als 15hp-Modell geplant, ebenso eine kleine Ausführung mit 8hp; eine Sechszylinder-Version mit 30hp hätte bei Bedarf nachgeschoben werden können. Im Gegensatz dazu verwendete Henry Royce bzw. Rolls-Royce im folgenden Jahr paarweise gegossene Zylinder für die Modelle 10 hp, 20 hp und 30 hp; für das 1905 erschienene Dreizylindermodell 15 hp musste Henry Royce daher eigens neue Zylinder konstruieren und produzieren, weshalb dieses trotz an sich guter Marktchancen noch im selben Jahr wieder aus dem Angebot genommen wurde.
Genaue Motordaten sind für die Weller-Triebwerke nicht überliefert. Die Leistungsdaten und die vermutlich zugrunde liegende abstrakte Leistungsformel lassen jedoch einen Rückschluss auf eine Bohrung von etwa 4 Zoll = 101,6 Millimeter zu, wie sie auch Rolls-Royce bei seinen 1904 bzw. 1905 eingeführten Motoren verwendete. Entsprechend der damals in England üblichen langhubigen Auslegung dürfte der Zylinderhub bei etwa 4½ bis 5 Zoll (114,3 bis 127 Millimeter) gelegen haben; der 10hp-Zweizylinder hätte damit – ähnlich dem kurz darauf erschienenen Rolls-Royce 10 hp – einen Hubraum von rund zwei Litern gehabt, der 20hp-Vierzylinder von rund vier Litern. Analog den wenig später erschienenen Rolls-Royce-Modellen dürfte die Leistung des Zweizylindermodells bei etwa 8 kW / 11 PS gelegen haben, die des Vierzylindermodells bei etwa 15 kW / 20 PS (die abstrakt ermittelten Leistungswerte und die tatsächliche Leistung in PS lagen seinerzeit noch eng beieinander).
Eine weitere Innovation Wellers betraf ein elastisches Verbindungsstück zwischen Kupplung und Schaltgetriebe, auch dies von dem Ziel getragen, Vibrationen des Motors vom übrigen Fahrzeug fernzuhalten. Der Endantrieb erfolgte per Kette; zum einen erachtete man diese damals – zumindest für leistungsstarke Fahrzeuge – im Vergleich zu einer Kardanwelle als robuster, zum anderen entsprach auch dies dem Konzept Wellers, Antriebsstrang und Fahrgestell möglichst effektiv zu entkoppeln und so die wechselseitige Übertragung von Kräften und Vibrationen zu verhindern.

### Karosserie und Ausstattung
Die Karosserie des Weller Four Seat Tourers entsprach grundsätzlich dem klassischen Bild eines viersitzigen Tourenwagens, war jedoch dank tiefem Chassis für ihre Zeit vergleichsweise niedrig und langgestreckt, wodurch sie elegant und sportlich wirkte. Wie beim Motorrad wurde ein besonderer Wetterschutz für entbehrlich erachtet, weshalb das Fahrzeug weder über seitliche Türen noch eine Windschutzscheibe noch ein Verdeck verfügte. Da die Straßen zu Beginn des 20. Jahrhunderts häufig noch unbefestigt waren, dienten breite feststehende vordere und langgezogene hintere Kotflügel (mit Trittflächen für den erleichterten Einstieg zu den Vordersitzen) als Schutz, ebenso eine senkrechte, an den Seiten abgerundete Spritzwand zwischen Motorraum und Passagierabteil.
Nach einer Quelle sollen neben dem Fahrgestell auch die Karosseriebleche schon aus Leichtmetall gefertigt gewesen sein.
Das Design lehnte sich eher an zeitgenössische französische Fahrzeuge von De Dion-Bouton, Peugeot und Renault als an englische Modelle an. Markant war eine eher zierlich wirkende, schräg stehende, sportlich anmutende Front ohne Kühlergrill (der Kühler befand sich tief vor der Vorderachse zwischen den Ausläufern der Blattfedern) und eine schmale flache, leicht ansteigende Motorhaube mit zahlreichen, schräg stehenden Entlüftungsschlitzen an der seitlichen Verkleidung. Zusätzliche Zierelemente, wohl zeittypische Messing-Beschläge, ließen die Motorhaube optisch noch flacher und länger erscheinen. Die Fahrzeugfront wies große Ähnlichkeiten zu zeitgenössischen De Dion-Bouton- und Peugeot-Modellen bzw. insoweit nahezu baugleichen Ausführungen von heute kaum noch bekannten Marken auf wie Achilles, Aster, Clément, Clément-Bayard, Darracq, Minerva usw., wurde möglicherweise unverändert von dort übernommen, da sich die Weller Brothers Ltd. primär um die Wartung und Reparatur solcher Fahrzeuge kümmerte.
Der Weller Four Seat Tourer verfügte über vier aufwändig gepolsterte Einzelsitze in Form halbrund geformter Kübelsitze; der Einstieg zu den beiden hinteren Sitzen erfolgte nicht von der Seite wie heute üblich, sondern über einen schmalen Zustieg im Fahrzeugheck, wie ihn auch De Dion-Bouton bei einzelnen Phaeton-Modellen ab 1902 verwendete. Typisch waren ferner zwei Karbidlampen mit Messinggehäuse an der rechten und linken Seite der Spritzwand sowie ein großes, neben dem Lenkrad montiertes Signalhorn.

## Verbleib des Fahrzeugs und weitere Entwicklung der Marke
Nachdem Weller und Portwine keine zusätzlichen Geldgeber für eine Serienproduktion des Four Seat Tourers finden konnten, gaben sie die Idee zur Fertigung eines Oberklasse-Fahrzeugs auf, zumal kurz darauf Rolls-Royce mit den Zwei-, Drei-, Vier- und Sechszylindermodellen 10 hp, 15 hp, 20 hp und 30 hp diesen begrenzten Markt bediente. Insbesondere fehlte Weller und Portwine der gute Ruf, wie er durch sportliche Erfolge oder bewährte Vorgängermodelle hätte erarbeitet werden können. Auch ein Export wäre wenig erfolgversprechend gewesen, da Automobilpioniere in Frankreich, den USA und Deutschland vergleichbare Fahrzeugkonzepte in der Oberklasse mit weniger kostenintensiven Detaillösungen umsetzten. So gab es aus Frankreich den von Weller zum Vorbild genommenen De Dion-Bouton ab 1904 auch mit Vierzylindermotor und aus Deutschland den Mercedes-Simplex. Ein ähnliches Konzept wie Weller verfolgte in Deutschland die später in BMW aufgegangene Firma Dixi mit den Modellen T 12, T 13 und T 14 (Baujahr 1904–1907, 2 Zyl., 2471 cm³, Bohrung × Hub 110 × 130 mm, 12–17 PS, 60 Exemplare) und Dixi T 24 (1904–1905, 4 Zyl., 4942 cm³, Bohrung × Hub 110 × 130 mm, 32 PS, Kettenantrieb, 5 Exemplare).
Der weitere Verbleib des Weller Four-Seat Tourer-Einzelstücks nach 1904 ist ungeklärt, insbesondere ist nicht belegt, ob Weller oder Portwine dieses selber nutzten oder verkauften; es dürfte später zerlegt bzw. verschrottet worden sein. Eine mögliche Spur findet sich in einem Leserbrief der Zeitschrift The Autocar aus dem Jahr 1952: Darin gibt ein Zeitzeuge, der damals in Kontakt mit Felix W. Hudlass, einem früheren Weller-Mitarbeiter stand und von diesem den Weller-Wagen näher beschrieben bekommen hatte, seine Kenntnisse wieder. Auf einem Schrottplatz im englischen Whetstone will er 1919 verschiedene seltene Fahrzeuge aus der Zeit vor dem Ersten Weltkrieg gesehen haben, darunter den Weller-Wagen, einen schottischen Kelvin, einen Brotherhood sowie einen Phoenix mit quer eingebautem Motor; möglicherweise handelt es sich bei dem von ihm genannten Fahrzeug jedoch um einen der seltenen, auch unter Beteiligung von John Weller von 1904 bis 1907 gebauten Hitchon-Weller, der vereinzelt als „Weller Car“ bezeichnet, jedoch offiziell unter dem Markennamen Globe vertrieben wurde.
Von dem Weller Four Seat Tourer ist lediglich eine einzige Schwarzweißfotografie erhalten geblieben, die im Archiv des AC-Werks überdauert hat. Sie zeigt ihn in Seitenansicht im Stand von rechts und findet sich in einzelnen Fachbüchern und auf mehreren Internetseiten.
Der Bau des aufwändigen, repräsentativen Weller Four Seat Tourers und die Versuche zu seiner Vermarktung hatten die Firma Weller Brothers Ltd. finanziell und zeitlich sehr stark belastet; der Financier und zuletzt alleinige Inhaber John Portwine entschied daher, diese Firma 1904 freiwillig zu liquidieren. Den Betrieb, eventuell auch den Weller Tourer, übernahm die ebenfalls in West Norwood beheimatete Firma Douglas S. Cox & Co. die zuvor kurzzeitig von 1903 bis 1904 eigene Fahrzeuge unter dem Markennamen Emerald hergestellt hatte. Portwine und Weller wandten sich mit ihrer weiteren Firma Autocars & Accessories Ltd. zunächst kleineren, einfacheren Fahrzeugen für den gewerblichen Gebrauch zu. Beide arbeiteten noch bis 1922 zusammen in dieser, 1907 zu Autocarriers Ltd. umbenannten und 1911 nach Thames Ditton in Surrey verlegten Firma, die später zum ruhmreichen Sportwagenhersteller AC Cars wurde. Unter ihrer Führung entstanden ab 1904 der dreirädrige Kleintransporter Auto-Carrier, ab 1907 der darauf basierende zwei- bzw. dreisitzige AC Sociable, ab 1913 der leichte, vierrädrige AC 10 hp mit Fivet-Vierzylindermotor (auch AC Fivet genannt) sowie ab 1920 der AC 12 hp mit Vierzylindermotor von der British Anzani Motor Company; ferner entwickelte Weller während des Ersten Weltkriegs den wegweisenden 2,0-l-Reihensechszylindermotor mit Leichtmetallblock und obenliegender Nockenwelle, der in den Folgejahren maßgeblich zum Aufstieg ACs zum Hersteller exklusiver sportlicher Gebrauchswagen beitrug und der mit ständigen Weiterentwicklungen bis 1963 gebaut wurde.
Einen offenen, viersitzigen Tourenwagen gab es unter Weller und Portwine erst wieder Anfang der 1920er-Jahre mit dem AC 12 hp; kurz vor ihrem Ausscheiden stellten sie dem zweisitzigen Tourer und dem zweisitzigen Sportwagen diese zusätzliche Karosserievariante zur Seite. Wegen des höheren Gewichts blieb diese Version bei dem relativ kleinen, leichten 1,5-l-Wagen vergleichsweise unbeliebt. Starke Verbreitung fand die Four Seat Tourer-Version erst ab 1922 bis 1939 bei der Modellreihe AC Six mit etwas größeren Karosserien und deutlich mehr Leistung (Modelle 16hp, dann 16/40, später als 16/56 und 16/66 sowie zuletzt als 16/60, 16/70 und 16/80). Nach dem Zweiten Weltkrieg belebte AC das Konzept des viersitzigen Tourenwagens von 1949 bis 1953 mit dem circa 75-mal gebauten Buckland Tourer, einer Variante des AC 2-Litre, ebenso ein Modell der Oberen Mittelklasse wie die genannten Vorkriegsmodelle der Baureihe Six.
In die automobile Oberklasse wagte sich AC erst wieder Mitte der 1960er-Jahre mit dem Modell AC 428, das als zweisitziges Convertible (vorgestellt 1965) sowie zweisitziges Fastback-Coupé (vorgestellt 1967) mit Marken wie Aston Martin, Bentley, Bristol und Jensen konkurrierte.